# 隠田の水車
「隠田の水車」（おんでんのすいしゃ）は、葛飾北斎の名所浮世絵揃物『冨嶽三十六景』全46図中の1図。落款は「前北斎為一筆」とある。

## 概要

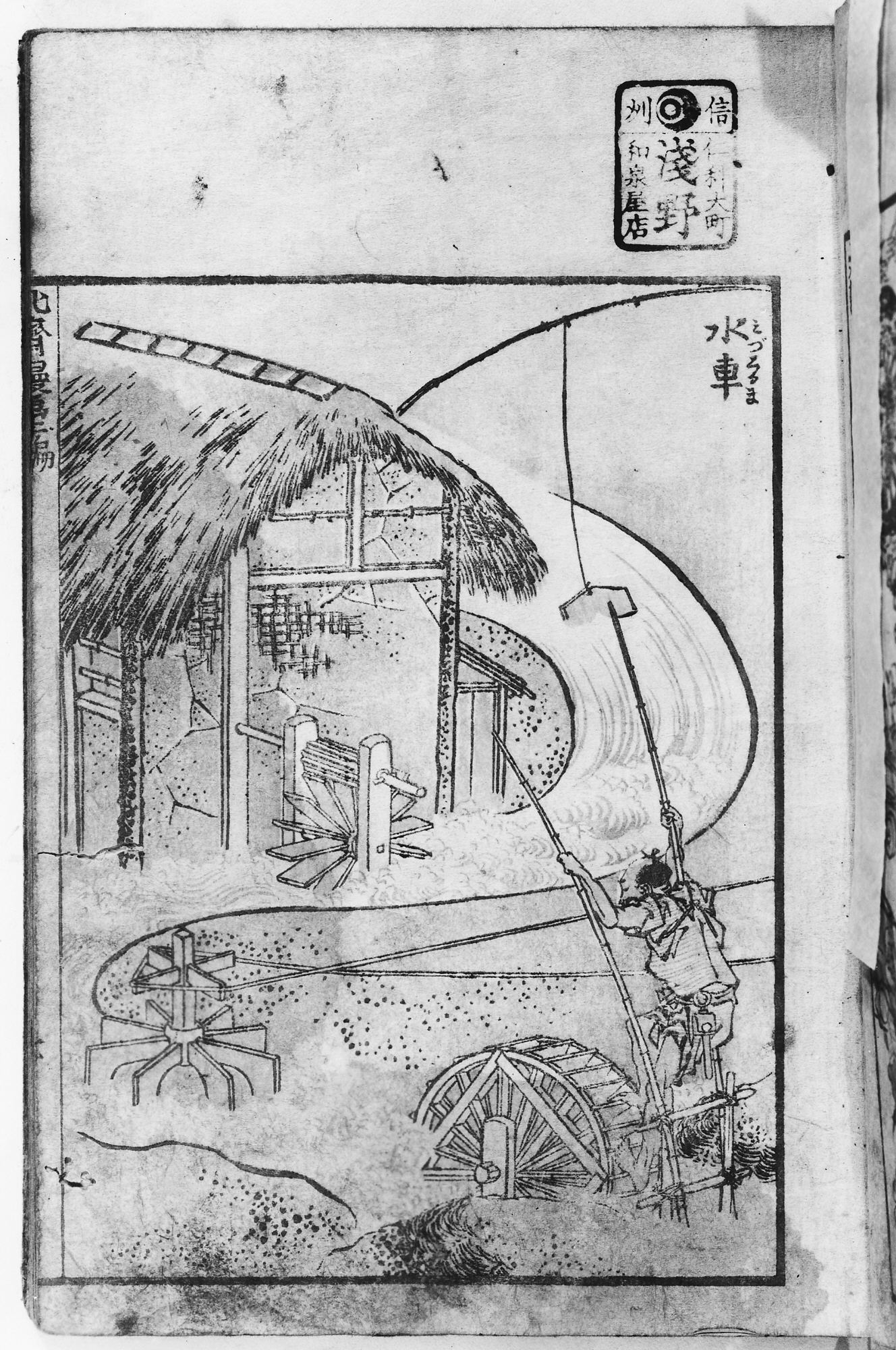
『北斎漫画』二編「水車」

隠田とは東京都渋谷区神宮前、いわゆる原宿を指す地域を指し、江戸時代においては渋谷川（穏田川）が流れる農村地帯であった。本作品では渋谷川から引き込んだ水流を利用した水車小屋の周りで洗い物をする女性や粉挽きをするための穀物を運び入れる男性、亀を連れて遊ぶ子供など地域住民の暮らしぶりとそこから見える富士山の眺望が描かれている。後方には田植え前の水錆田が広がっている。
この地域は富士山の名所としての知名度は無く、他の浮世絵作品においても画題とされていないことから、北斎自身も富士山よりも水車に強い関心を払って制作していることがうかがえる。
作品内に描かれている水車は高台に設置され、水車の下を流れる水を板にあてることで稼働させる下掛け式水車とされるが、その場合水輪の上部に水を湛えることはないことからその矛盾が指摘されている。しかしながら北斎は『北斎漫画』二編において複数の種類の水車を観察し記録していることから、水がどのように動くかを理解した上で、構成上の面白さを優先するために意図的に矛盾を孕ませていることがうかがえる。
その他、隠田の水車を復元した模型が渋谷区立神宮前小学校内に設置されている。